# Historia de Pittsburgh

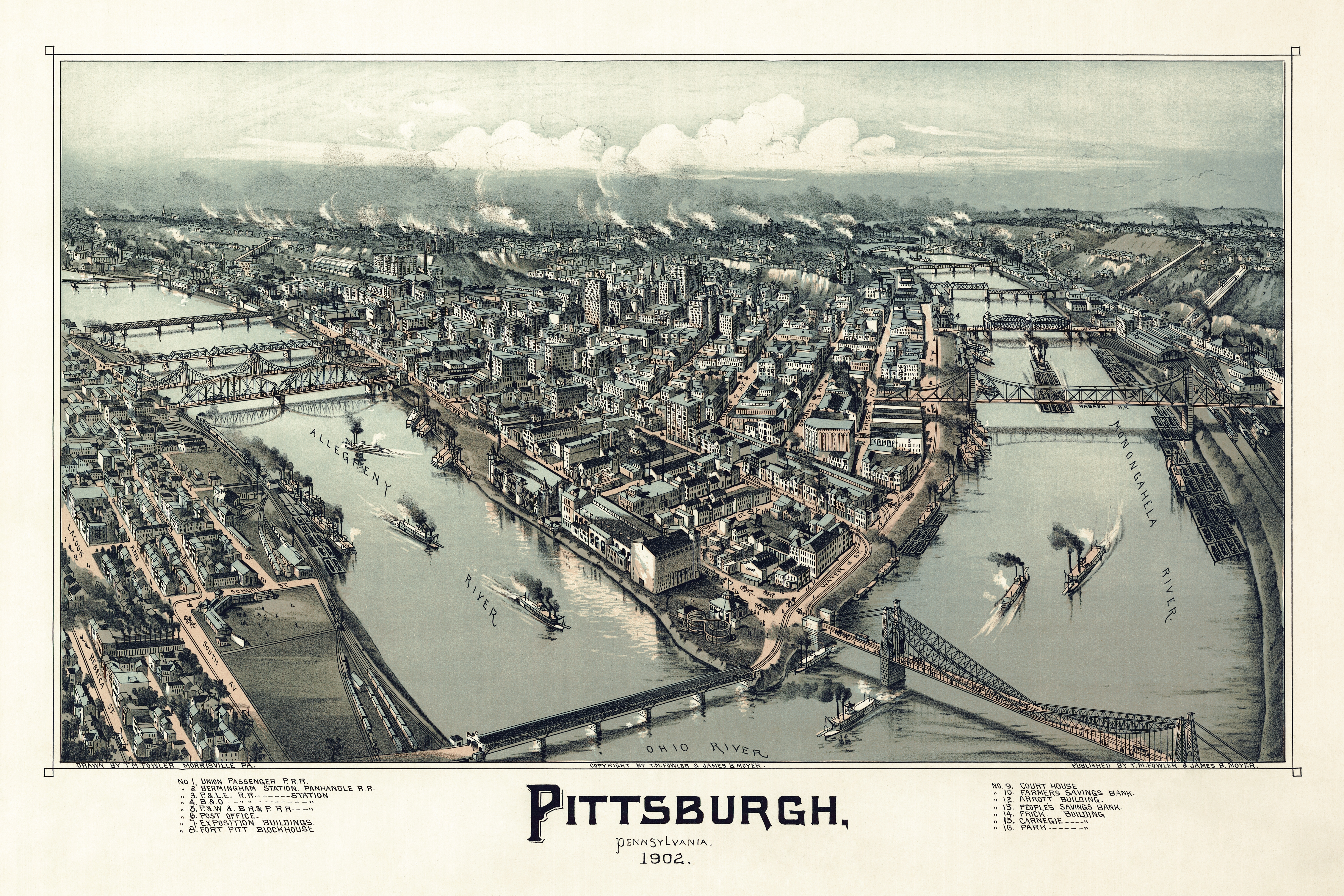
Pittsburgh en 1902. Litografía por Thaddeus Mortimer Fowler.

La historia de Pittsburgh empezó con siglos de civilizaciones Nativo Americanas en la región moderna de Pittsburgh. Más tarde, exploradores franceses y británicos se encontraron con la confluencia estratégica donde los ríos Alegheny y Monongahela se juntan para formar el río Ohio, afluente del río Misisipi. El área se convirtió en un campo de batalla cuando los franceses y británicos pelearon por el control en los años 1750. Cuando los británicos resultaron victoriosos, los franceses cedieron el control de los territorios al este del Misisipi.
Después de la Independencia Americana en 1783, la aldea alrededor de Fort Pitt continuó creciendo. La región vio la corta Rebelión del Whisky, cuando granjeros se rebelaron en contra de los impuestos federales al whisky. La Guerra de 1812 cortó el suministro de bienes británicos, estimulando la manufactura estadounidense. Para 1815, Pittsburgh estaba produciendo grandes cantidades de hierro, latón y productos de cristal. Para los 1840, Pittsburgh había crecido en una de las ciudades más grandes al este de las Montañas Allegheny. La producción de acero empezó en 1875. Durante las Revueltas Ferroviarias en 1877 se volvió el sitio de más violencia y daños en cualquier ciudad afectada por la Gran Huelga Ferroviaria de 1877. Los trabajadores protestaban cortes en sueldos quemando edificios en terminales ferroviarias, incluyendo 100 motores de tren y más de 1000 carros. Murieron cuarenta hombres, la mayoría de ellos huelguistas. Para 1911, Pittsburgh ya estaba produciendo la mitad el acero nacional. Pittsburgh era partidario Republicano hasta 1932. El inmenso desempleo de la Gran Depresión, los programas de alivio New Deal y el levantamiento de uniones laboristas poderosas en los años 1930 cambio a la ciudad a una fortaleza liberal del New Deal Coalition (Coalición Nuevo Contrato) bajo poderosos alcaldes Democráticos. En la Segunda Guerra Mundial, fue el centro del "Arsenal de la Democracia", produciendo municiones para el esfuerzo de guerra Aliado mientras la prosperidad regresaba. 
Después de la Segunda Guerra Mundial, Pittsburgh lanzó un proyecto de aire limpio y revitalización cívica conocido como "Renaissance". La base industrial continuó expandiéndose a través de los años 1960, pero después de la competencia foránea de 1970 siguió un colapso de la industria de acero, con despidos masivos y cientos de cierres. Las sedes de las grandes corporaciones se fueron en los años 1980. En 2007 la ciudad perdió su estatus como nudo de transporte. La población del área metropolitana de Pittsburgh se mantiene constante en unos 2,4 millones de habitantes;  el 65 % son blancos y el 35 % minorías.

## Era precolombina

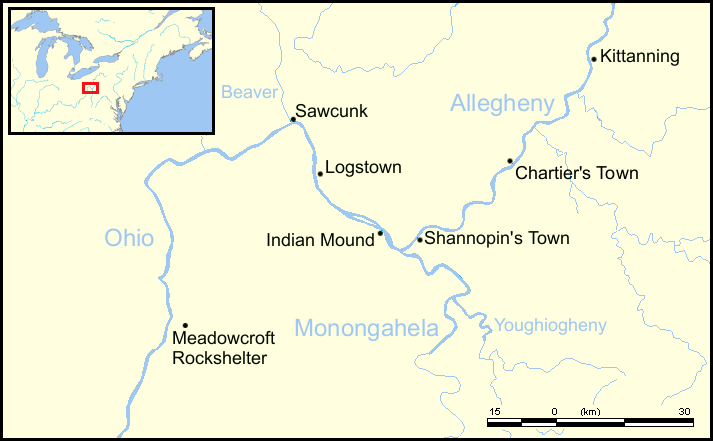
Los nativos norteamericanos vivieron cerca de la horquilla del Ohio durante miles de años. Estos son algunas aldeas importantes, la mayoría de los años 1750 y sitios más antiguos.

Durante miles de años, pueblos indígenas habitaron la región donde los ríos Alegheny y el Monongahela se juntan para formar el Ohio.
Los paleoindios siguieron un estilo de vida cazador-recolector en la región posiblemente desde hace 19 000 años. Meadowcroft Rockshelter, un sitio arqueológico al oeste de Pittsburgh, provee evidencias de que estos primeros Americanos vivieron en la región desde esa fecha. Durante la cultura Adena que siguió después, constructores de montículos levantaron un gran montículo indio en el sitio conocido como Mckees Rocks, aproximadamente a tres millas (5 km) desde la punta del Ohio. El túmulo indio, un sitio de entierro, fue aumentado en años siguientes por miembros de la cultura Hopewell.
Para 1700 la Confederación iroquesa, la Cinco Naciones-basada al Sur del Grate Lakes hoy en día Nueva York, mantuvo dominio sobre la parte superior del Valle del Ohio, reservándolo para terrenos de caza. Otras tribus incluían a los Lenape (conocidos por los ingleses como Delaware), quienes habían sido desplazados de Pensilvania del Norte por el asentamiento Europeo, y los Shawnee, quienes habían emigrado desde el Sur. Con la llegada de exploradores Europeos, estas tribus y otras habían sido devastadas por enfermedades infecciosas Europeas, tales como Viruela, Sarampión, Gripe y Malaria, para las cuales no tenían inmunidad alguna.
En 1748, cuando Conrad Weiser visitó Logstown, a 18 millas (28,96 km) río abajo desde Pittsburgh, el contó 789 guerreros reunidos: los Iroqueses incluyendo 163 Seneca, 74 Mohawk, 35 Onondaga, 20 Cayuga y 15 Oneida. Otras tribus eran 165 Lenape, 162 Shawnee, 100 Wyandot, 40 Tisagechroami y 15 Mohican.
El pueblo Shannopin, una aldea de la tribu Seneca en el Banco Este del Allegheny, estaba la aldea de la Reina Aliquippa; quedó desierta después de 1749. Sawcunk, en la boca del Río Beaver, estaba un asentamiento Lenape (Delaware) y la residencia principal de Shingas, un jefe Lenape. El pueblo Chartier era un pueblo Shawnee establecido en 1734 por Peter Chartier. Kittaning era un poblado Lenape y Shawnee en el Allegheny, con un estimado de 300-400 residentes.

## Colonización Temprana (1747–1763)

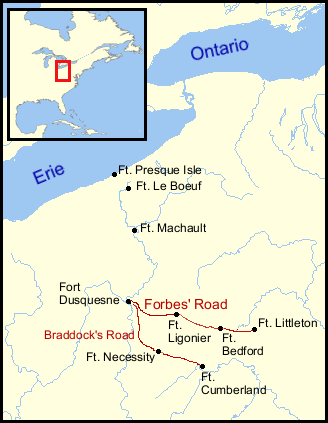
Fuertes Británicos y Franceses, 1753-1758, y las rutas de dos campañas Británicas para tomar las horquillas de Ohio.

Los primeros europeos llegaron en los 1710s como comerciantes. Michael Bezallion fue el primero en describir las horquillas de Ohio en un manuscrito en 1717, después, en ese año, los comerciantes Europeos establecieron puestos y asentamientos en el área. Los Europeos primero empezaron a asentarse en la región en 1748, cuando la primera Compañía de Ohio, una compañía de especulación de suelo Inglesa, ganó una concesión de 200 000 acres (800 km²) en la parte superior del Valle Ohio.  Desde un puesto, hoy en día Cumberland, Maryland, la compañía comenzó a construir una línea de vagones de 80 millas (128,74 km) hacia el Río Monongahela empleando al jefe Indio de la tribu Delaware llamado Nemacolin y a un grupo de colonos del asentamiento dirigidos por el Capitán Michael Cresap para empezar a ensanchar la vía en un camino. En su mayoría siguió la misma ruta que el antiguo pasó amerindio en cual es conocido como el Paso Nemacolin. El cruce del río y los planos en el arroyo Redstone, fue el primer punto y más corta distancia para el descenso del camino. Más tarde en la guerra, el sitio fortificado como Fort Burd (ahora Brownsville) era uno de las varias posibles destinaciones. Otra alternativa era una ruta divergente que se volvió Braddock's Road unos años después a través del hoy en día New Stanton; en el evento, de que los colonizadores no triunfaran en mejorar el camino Amerindian para un camino de vagones mucho más allá del paso Cuberland Narrows antes de que fueran confrontados por Nativo Americanos hostiles. Los colonizadores después montaron una serie de expediciones para poco a poco mejorar el camino.
Los Francés habían construido cerca Logstown como un centro de consejo y comercio para los Nativo Americanos de manera que se incrementara su influencia en el Valle del Ohio. Entre el 15 de junio y 10 de noviembre de 1749, una expedición dirigida por Celeron de Bienville, un oficial Francés, viajó por Alegheny y Ohio río abajo para reforzar el clamo de los franceses sobre la región. De Bienville alejo con advertencias a los comerciantes Ingleses y puso marcadores reclamando el territorio.
En 1753, Marquis Duquesne, el Gobernador de Nueva Francia, mandó otra, más grande expedición. En el día presente Erie, Pensilvania, una cuadrilla avanzada hizo la construcción del Fuerte Presque Isle. También pusieron un camino a través del bosque y construyeron el Fuerte Le Boeuf en el Arroyo Francés, desde donde es posible en marea alta flotar al Allegheny. Para el verano, una expedición de 1500 hombres Franceses y Nativo Americanos descendieron el Allegheny. Algunos invernaron en la confluencia del Arroyo Francés y el Allegheny. Seguido ese año, construyeron el Fuerte Machault en ese sitio.
Alarmado de estas incursiones francesas en el Valle del Ohio, el Gobernador Dinwiddie de Virginia envió al Comandante George Washington para advertir a los franceses de que se retiraran. Acompañado por Christopher Gist, Washington llegó a las horquillas del Ohio el 25 de noviembre de 1753.

Mientras bajaba de la canoa, me tome un tiempo viendo los Ríos, y las tierras en la horquilla, el cual creo que esta extremadamente bien situado como un fuerte; ya que tiene el absoluto comando de ambos Ríos. El terreno en el punto es de 20 ó  25 pies (7,6 m) sobre la superficie común del Agua; y una considerable fondo plano y lleno de madera alrededor del terreno, muy conveniente para construcción.

Bosquejo de George Washington del Río Monogahela, Río Allegheny (llamado como Ohio superior), y el Arroyo Frances que acompañó su diario (1753) en el cual el grabó sus impresiones:
Mientras bajaba de la canoa, me tome un tiempo viendo los Ríos, y las tierras en la horquilla, el cual creo que esta extremadamente bien situado como un fuerte; ya que tiene el absoluto comando de ambos Ríos. El terreno en el punto es de 20 ó 25 ft sobre la superficie común del Agua; y una considerable fondo plano y lleno de madera alrededor del terreno, muy conveniente para construcción.

Procediendo en el Allegheny río arriba, Washington presentó la carta de Dinwiddie a los comandantes Franceses primero en Venango, y luego en el Fuerte Le Boeuf. Los oficiales Franceses recibieron a Washington con vino cortesía, pero no se retiraron.
El Gobernador Dinwiddie mando al Capitán William Trent a construir un Fuerte en las horquillas de Ohio. El 17 de febrero de 1754, Trent empezó la construcción del fuerte, la primera vez que el sitio era habitada o por Europeos en lo que ahora es Pittsburgh. El fuerte, llamado Fuerte Prince George, solo fue construido a la mitad para abril de 1754, cuando más de 500 Francés llegaron y ordenaron que los aproximadamente 40 colonizadores regresaran a Virginia. Los Franceses destruyeron la fortificación Británica y construyeron Fort Duquesne.
El Gobernador Dinwiddie lanzó otra expedición. El Coronel Joshua Fry comandó al regimiento con su segundo en comando, George Washington, dirigiendo la columna de avanzada. El 28 de mayo de 1754 la unidad de Washington seenfrentó a los franceses en la Batalla de Jumonville Glen, durante la cual murieron 13 franceses y 21 fueron tomados prisioneros. Después de la batalla, el aliado de Washington, el Jefe Séneca Tanaghrisson, inesperadamente ejecutó al oficial francés al mando, Joseph Coulon de Jumonville. Los Franceses persiguieron a Washington y el 3 de julio de 1754, George Washington se rindió después de la batalla del Fort Necessity. Estas acciones fronterizas contribuyeron al comienzo de la Guerra Franco-India (1754-1763), ó la Guerra de los Siete Años, una confrontación imperial entre Inglaterra y Francia, peleada en ambos hemisferios.

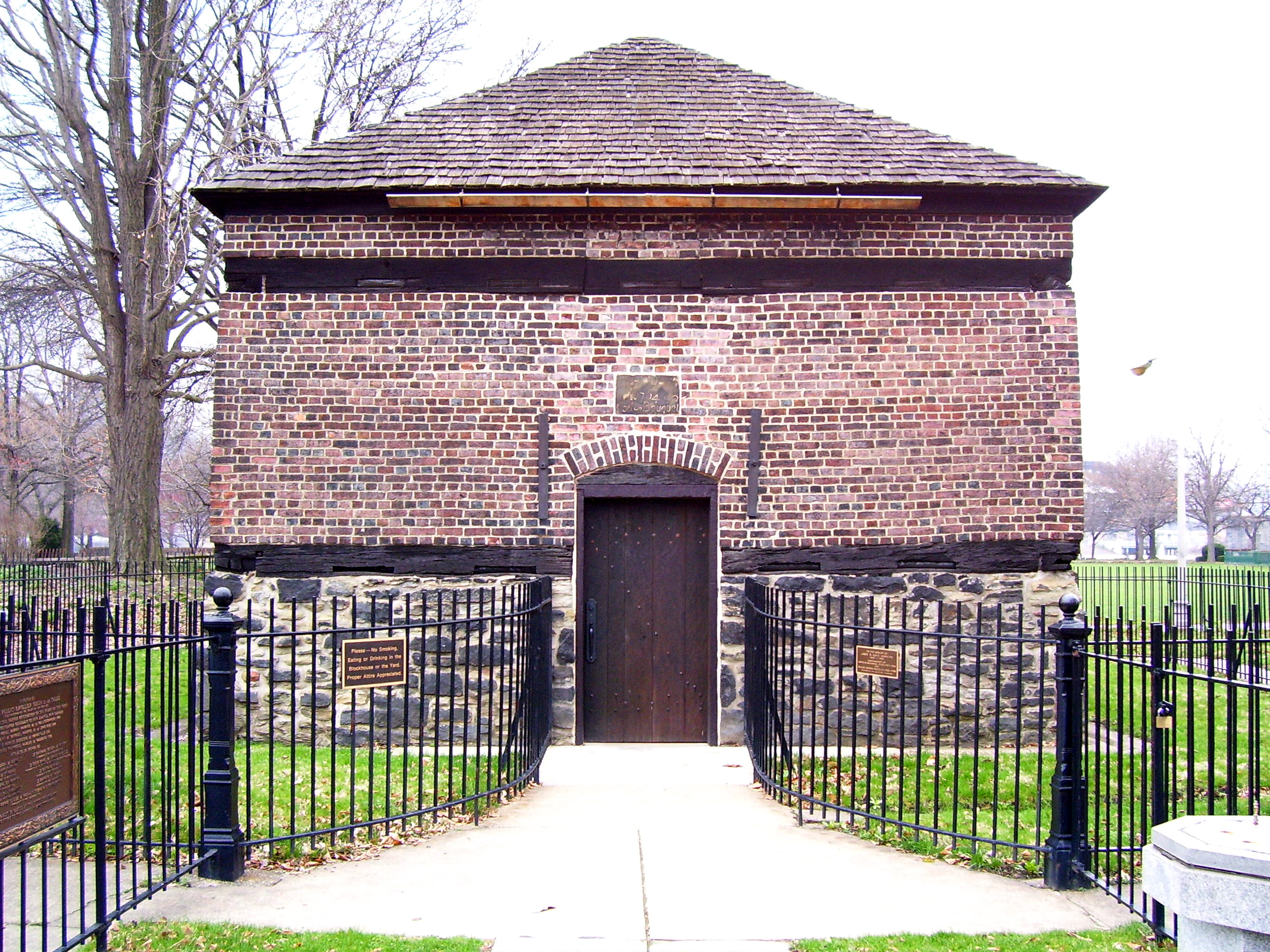
El Blocao del Fuerte Pitt, que data de 1764, es la estructura más antigua en Pittsburgh

En 1755, George Washington acompañado de la expedición del General Británico Braddock; dos regimientos marcharon desde el Fuerte Cumberland a través de las Montañas Allegheny y hacia Pensilvania del Oeste. Siguiendo un camino que Washington había inspeccionado, más de 3000 hombres construyeron una vía ferroviaria de 12 pies (3,65 m) de ancho, que cuando fue completada, fue la primera vía en cruzar las Montañas Apalaches. La vía Braddock, como era conocida, marcó el camino para la vía futura National Road (US40). La expedición cruzó el Río Monongahela el 9 de julio de 1755. Las tropas francesas desde el Fuerte Duquesne emboscaron la expedición de Braddock en el Campo Braddock, a nueve millas (14 km) del Fuerte Duquesne. En la Batalla del Monongahela, los franceses infligieron fuertes pérdidas a los Británicos, y Braddock fue herido mortalmente. Los británicos sobrevivientes y las fuerzas coloniales se retiraron. Esto dejó a los Franceses y a sus aliados Nativo Americanos el dominio de la parte superior del Valle Ohio.
El 8 de septiembre de 1756, una expedición de 300 milicianos destruyeron las aldeas Shawnee y Lenape de Kittanning, y en el verano de 1758, el General Británico John Forbes empezó la campaña para capturar el Fuerte Duquesne. A la cabeza de 7000 soldados regulares y coloniales, Forbes construyó los Fuertes Fort Ligonier y Fort Bedford, desde donde corto una vía a través de las Montañas Allegheny, después conocida como Forbe's Road. En la noche del 13-14 de septiembre de 1758, una columna de avanzada bajo el Mayor James Grant fue masacrada en la Batalla del Fuerte Duquesne. El campo de batalla, la colina alta del Este, fue llamada La Colina de Grant en su memoria. Con esta derrota, Forbes decidió esperar hasta la primavera. Cuando escuchó que los franceses habían sido derrotados en el Fuerte Frontenac y evacuado en su mayoría el Fuerte Duquesne, planeó de inmediato un ataque. Superados en número y sin esperanza, los Franceses abandonaron y arrasaron el Fuerte Duquesne. Forbes ocupó el fuerte incendiado el 25 de noviembre de 1758, y ordenó la construcción del Fuerte Pitt (Fort Pitt), llamado así después del Secretario de Estado Británico William Pitt the Elder. El también llamó al asentamiento entre los ríos, "Pittsborough". La Guarnición Británica en el Fuerte Pitt realizó mejoras substanciales a su fortificación. Los Franceses nunca atacaron el Fuerte Pitt y la guerra terminó pronto con el Tratado de París y la derrota Francesa. Los Franceses cedieron sus territorios al Este del Río Misisipi.

## La Puerta al Oeste (1763-1799)
En 1760, el primer asentamiento Europeo considerable alrededor de Fuerte Pitt empezó a crecer. Comerciantes y colonos construyeron dos grupos de casas y cabañas, las "lower town" cerca de las escarpaduras del Fuerte, y "upper town" a lo largo del Monongahela hasta lo que hoy en día es Market Street. En abril de 1761, un censo ordenado por el Coronel Henry Bouquet contó a 332 personas y 104 casas.
En un intento final de los Nativo Americanos para sacar a los Británicos al oeste de las Apalaches, la rebelión Pontiac comenzó con un asalto a los Fuertes Británicos en may de 1763. El Valle Ohio y las tribus de Great Lakes invadieron muchos Fuertes; uno de los blancos más importantes era Fort Pitt. Recibiendo advertencia de un ataque prominente, el Capitán Simeon Ecuyer, el oficial Suizo en comando de la Guarnición, se preparó para el Cerco. Desmontó las casas afuera del Fuerte y ordenó a todos los colonos a entrar al Fuerte: 330 hombres, 104 mujeres, y 196 niños buscaron refugio dentro de la fortaleza. El Capitán Ecuyer también junto los víveres, los cuales también incluyendo cientos de barriles de puerco y res. Las fuerzas de Pontiac atacaron el Fuerte el 22 de junio de 1763. El Cerco del Fuerte Pitt duró dos meses. Los guerreros Pontiac mantuvieron continuo pero inefectivo fuego contra el Fuerte desde el 27 de julio hasta el 1º de agosto de 1763. Ellos se fueron para confrontar el grupo relevo bajo el mando del Coronel Bouquet, el cual los derrotó en la Batalla de Bushy Run. Esta victoria selló el dominio británico sobre la horquilla del Ohio, posiblemente de todo el Valle del Ohio. En 1764 el Coronel Bouquet añadió a la fortaleza, el blocao del Fuerte Pitt, el cual sigue en pie, la última estructura permaneciente al Fuerte Pitt y la más antigua autentificada al oeste de las Montañas Allegheny.
Los Iroquois firmaron el tratado del Fuerte Stanwix de 1768, cediendo los terrenos al Sur de Ohio a los Británicos. La expansión Europea en la parte superior del Valle del Ohio se incrementó. Un estimado de 4000 a 5000 familias se asentaron en el Oeste de Pensilvania entre 1768 y 1770. De los colonos, aproximadamente un tercio eran Ingleses, otro tercio eran Escocés-Irlandés, y el resto eran Galés, Alemán y otros. Estos grupos tendían a asentarse juntos en pequeñas comunidades agricultoras, sin embargo a menudo sus casas estaban a la distancia de un grito. La vida de una familia colono era una de arduo trabajo duro: despejando el bosque, arando los campos, construyendo cabañas y graneros, plantando, desherbando y cosechando.

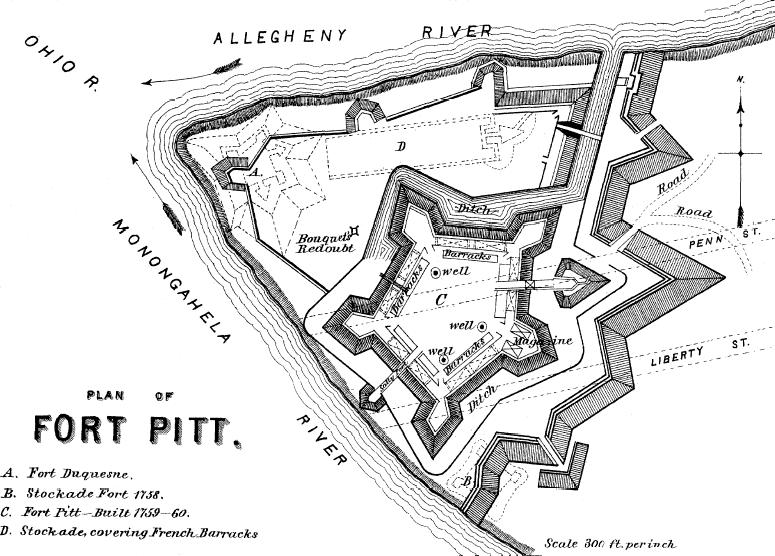
Fort Pitt, 1795

Además, casi todo era manufacturado a mano, incluyendo muebles, herramientas, velas, botones y agujas. Los colonos tenían que tratar con duros inviernos, serpientes, osos negros, leones de montaña y lobos. Debido al temor de asaltos por parte de los indios, los colonos a menudo construían sus cabañas cerca, o hasta arriba de manantiales para asegurar el acceso al agua. También construían blocaos, donde los vecinos se reunían durante conflictos.
El incremento de violencia, especialmente por las tribus Shawnee, Miami y Wyandot llevó a la Guerra Dunmore en 1774. El conflicto con los nativos Americanos continuó a lo largo de la Revolución Americana, ya que muchos esperaban que la guerra terminará con la expulsión de los colonos de sus territorios. En 1777, Fort Pitt se convirtió en un Fuerte de los Estados Unidos, cuando el General Brigadier Edward Hand tomó el comando. En 1779, el Coronel Daniel Brodhead dirigió a 600 hombres desde Fort Pitt para destruir las aldeas Seneca a lo largo de la parte superior de Allegheny.
Con la guerra todavía en curso, en 1780 Virginia y Pensilvania llegaron a un acuerdo en sus fronteras mutuas, creando las fronteras de estado hoy en día conocidas y determinando finalmente la jurisdicción de la región de Pittsburgh era de Pensilvania. En 1783, la guerra revolucionaria terminó, lo cual también trajo al menos un cese temporal a la guerra fronteriza. En el Tratado del Fuerte Stanwix de 1784, los Iroqueses cedieron los terrenos al norte de Purchase Line a Pensilvania.

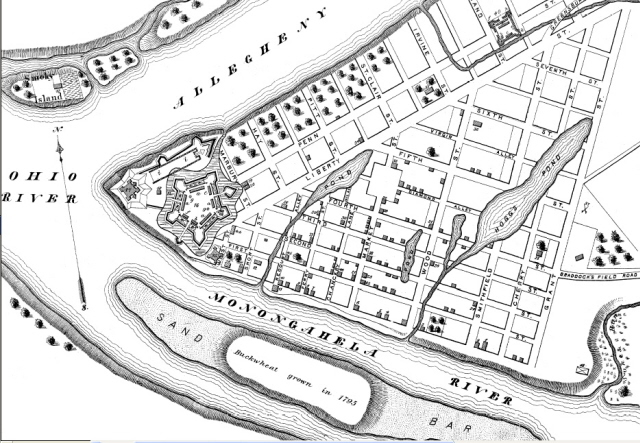
Mapa de Pittsburgh en 1795

Después de la revolución, la aldea de Pittsburgh continuó creciendo. Una de sus más antiguas industrias fue la construcción de botes. Los botes planos podían ser usados para cargar grandes cantidades de pioneros y bienes río abajo, mientras que botes de carga eran capaces de viajar río arriba.
La aldea comenzó a desarrollarse con instituciones vitales. Hugh Henry Brackenridge, un residente de Pittsburgh y legislador de estado, introdujo una ley que resultó en un regalo de escritura de terreno y una acta constitutiva para la Academia de Pittsburgh el 28 de febrero de 1787. La Academia después de desarrollo como la Universidad del Oeste de Pensilvania (1819) y desde 1908 se ha conocido como La Universidad de Pittsburgh.
Muchos granjeros destilaron maíz de sus cosechas para hacer whisky, incrementando su valor mientras se bajaban los costos de transportación. En ese momento, el whisky era usado como una forma de moneda en la frontera. Cuando el Gobierno Federal impuso un impuesto en el whisky, los granjeros al oeste de Pensilvania se sintieron víctimas, llevando a la Rebelión del Whisky en 1794. Los granjeros de la región se reunieron en el Campo Braddock y marcharon hacia Pittsburgh. La corta Rebelión se terminó, sin embargo,  el presidente George Washington mando milicia de varios estados.
El pueblo continuo creciendo su capacidad de manufactura. En 1792, los astilleros en Pittsburgh construyeron una balandra, Western Experiment. Durante las siguientes décadas, los astilleros produjeron botes más grandes. Para el siglo XIX estaban construyendo barcos de mar que llevaban bienes tan lejos como Europa. En 1794, la primera Corte del pueblo fue construida; era una estructura de madera en Market Square. En 1797, la manufactura de cristal comenzó.
| Año  | Población de la ciudad |
| ---- | ---------------------- |
| 1761 | 332                    |
| 1796 | 1.395                  |
| 1800 | 1.565                  |

## Ciudad de hierro (1800-1859)

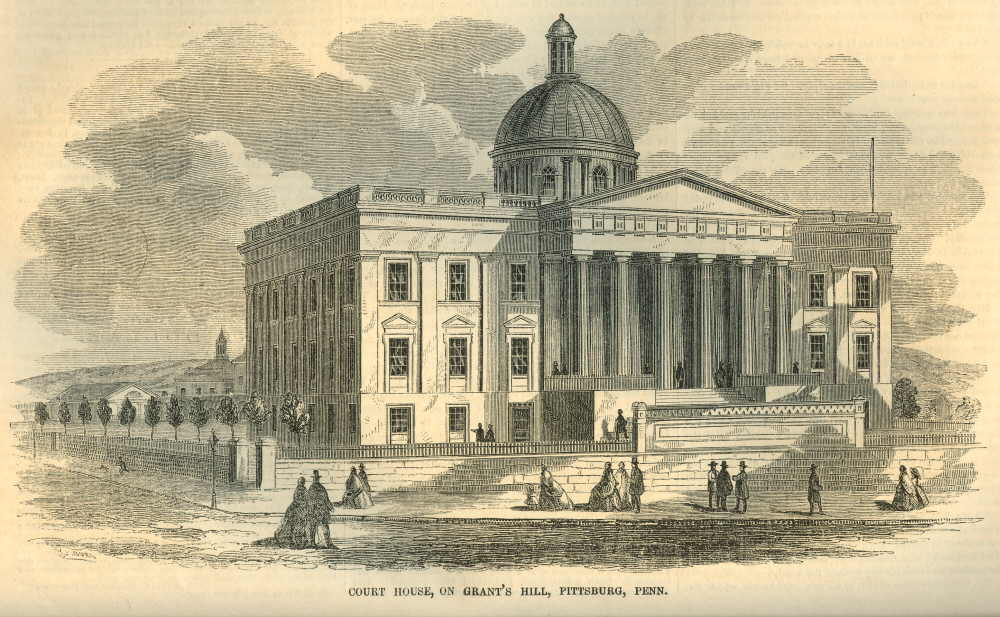
La Segunda Corte, completada 1841

El comercio continuó siendo una parte esencial de la economía temprana de Pittsburgh, pero cada vez más,  la manufactura crecía en importancia. Pittsburgh estaba ubicada en medio de una de las cuencas mineras más productivas del país; la región también era rica en petróleo, gas natural, madera y bienes de granjas. Los herreros forjaban implementos de hierro, desde herraduras para caballos. Para 1800, el pueblo, con una población de 1,565 personas, tenía más de 60 tiendas, incluyendo almacenes generales, panaderías, tiendas de sombreros y zapaterías.
La década de los 1810 fue crítica para el crecimiento de Pittsburgh. En 1811, el primer barco de vapor fue construido en Pittsburgh. Crecientemente el comercio también fluía río arriba. La Guerra de 1812 sirvió como catalizador para el crecimiento de la Ciudad de Hierro. La guerra contra Gran Bretaña, el centro manufacturero del mundo, cortó el suministro de bienes británicos, estimulando la manufactura norteamericana. También, el bloqueo Británico de la costa americana incrementó el comercio en tierra, de tal manera que los bienes fluían por Pittsburgh desde todas direcciones. Para 1815, Pittsburgh producía 764.000 dólares en hierro; 249.000 en latón y en hojalata y 235.000 en productos de vidrio. Cuando, en el 18 de marzo de 1816, Pittsburgh fue incorporada como ciudad, ya había tomado algunas de las características que la definían: comercio, manufactura y una constante nube de polvo de carbón.
Otras poblaciones emergentes retaron a Pittsburgh. En 1818, el primer segmento del camino National Road fue completado, desde Baltimore hasta Wheeling, pasando por Pittsburgh. Esto amenazó poner al pueblo como comercio menos esencial de Este-Oeste. En la siguiente década, sin embargo, muchas mejoras se hicieron a la infraestructura de transporte. En 1818, el primer puente sobre el río, el Smithfield Street Bridge, abrió, el primero paso en desarrollar la "Ciudad de Puentes" sobre sus dos ríos. El 1º de octubre de 1840, la carretera original de Pensilvania fue completada, conectando Pittsburgh y la ciudad y el puerto de Filadelfia. En 1834, La Línea Principal de Canal de Pensilvania fue completada, haciendo de Pittsburgh parte de un sistema de transporte que incluía ríos, caminos y canales.
La manufactura continuó creciendo; en 1835, MClurg, Wad and Co. construyó la primera Locomotora al oeste de Alleghenies. Pittsburgh ya era capas de manufacturar las máquinas más esenciales de su época. Para los 1840s, Pittsburgh era una de las Ciudades más grandes al oeste de las montañas. En 1841, la Segunda Corte, en la Colina de Grant, fue completada. Hecha de piedra arenisca pulida, la casa de Corte era una rotonda de 60 pies (18,28 m) de diámetro y 80 pies (24,38 m) de alto.

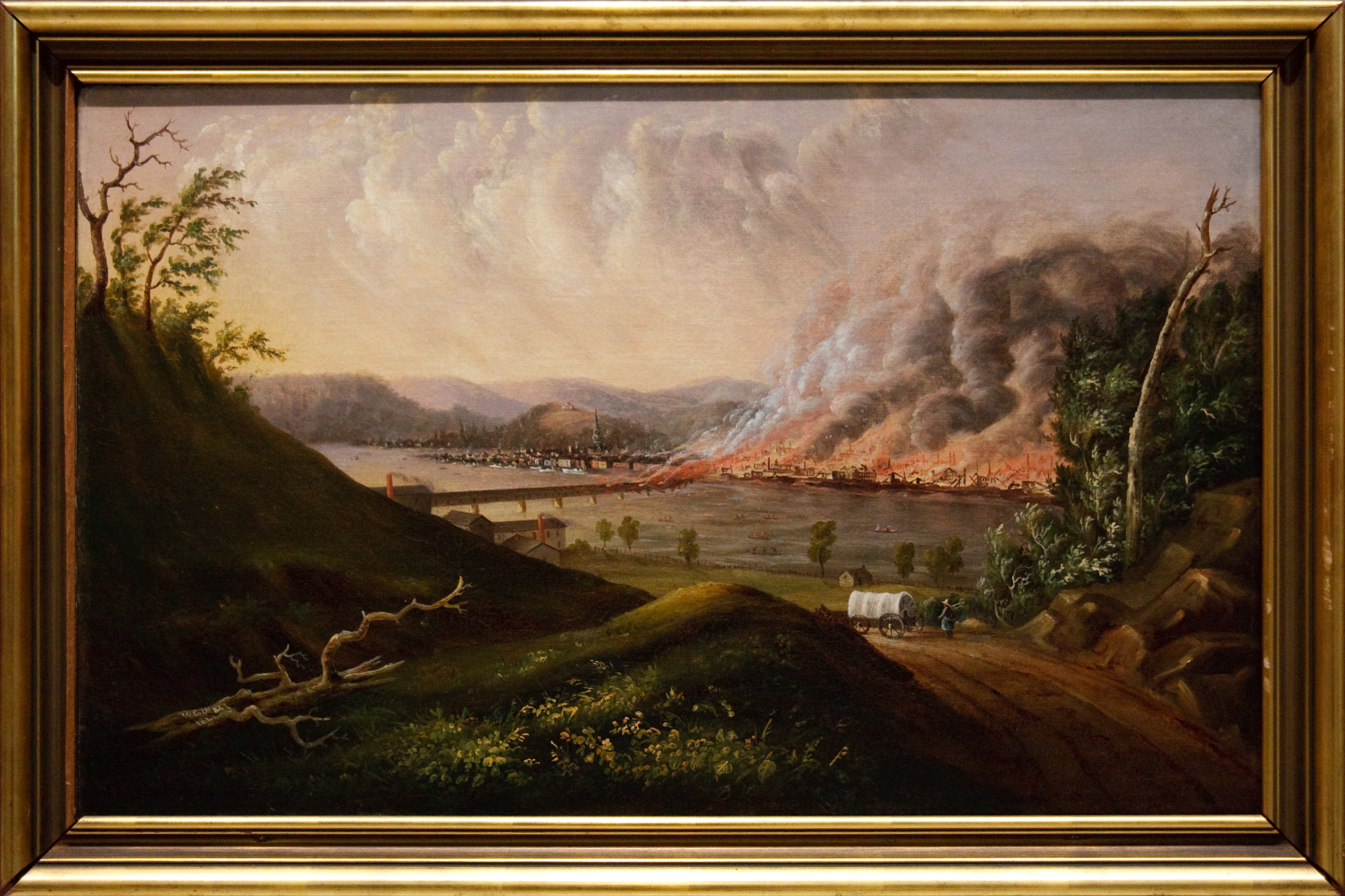
El Gran Incendio de Pittsburgh, 1845

Como muchas ciudades florecientes de su época, el crecimiento de Pittsburgh dejó atrás alguna de sus infraestructuras necesarias, tales como el suministro de agua con presión confiable. Por esto, el 10 de abril de 1845, un gran incendio se salió de control, destruyendo más de 1000 edificios y causando $9 millones en daños. Mientras la ciudad se reconstruía, la edad de ferrocarriles llegó. En 1851, la Vía Férrea de Ohio y Pensilvania comenzó su servicio entre Cleveland y la Ciudad Allegheny (hoy en día el Lado Norte). En 1854, la Vía Férrea de Pensilvania comenzó su servicio entre Pittsburgh y Philadelphia.
A pesar de muchos retos, Pittsburgh había crecido en una central Industrial. Un artículo de 1857 provee una instantánea de la Ciudad de Hierro:
- 939 fábricas en Pittsburgh y la Ciudad de Allegheny 
  - empleado a más de 10 mil trabajadores
  - produciendo casi $12 millones en bienes
  - using 400 steam engines
- Carbón total consumido — 22 millones de bushels
- Hierro total consumido — 127 mil toneladas
- En tonelaje de vapor, el tercer puerto más ocupado en la nación, sobrepasado solo por la Ciudad de Nueva York y Nueva Orleans.

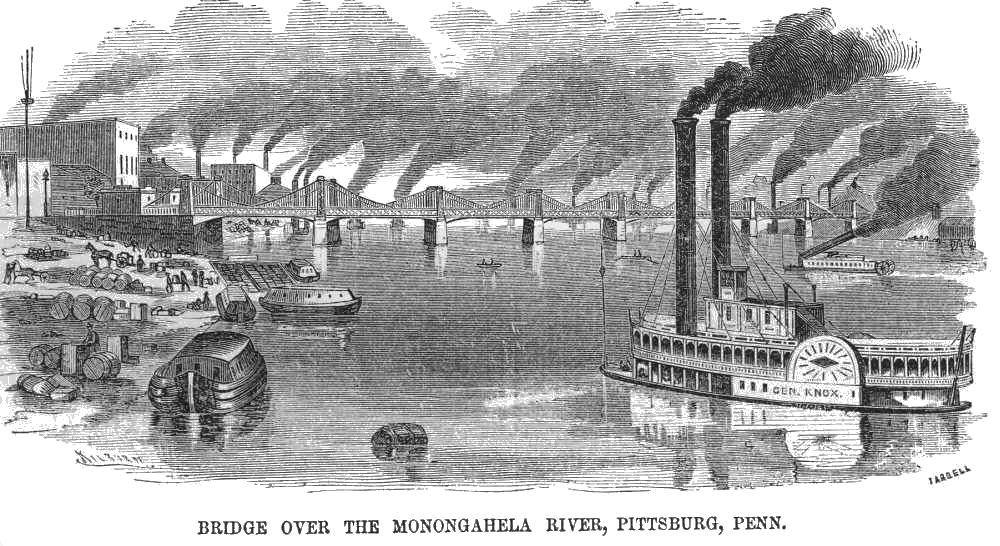
Paisaje del Río Monongahela, 1857.

| Año  | Población de la ciudad | Posición de la ciudad |
| ---- | ---------------------- | --------------------- |
| 1800 | 1 565                  | NA                    |
| 1810 | 4 768                  | 31                    |
| 1820 | 7 248                  | 23                    |
| 1830 | 12 568                 | 17                    |
| 1840 | 21 115                 | 17                    |
| 1850 | 46 601                 | 13                    |
| 1860 | 49 221                 | 17                    |

## Ciudad de acero (1859-1946)
La industria del hierro y acero se desarrolló rápidamente después de 1830 y se volvió uno de los factores dominantes en los industrialización de Estados Unidos para los años 1860.

### Liderazgo escocés-irlandés
Ingham (1978) examinó el liderazgo de la industria en su centro más importante, Pittsburgh, así como en ciudades más pequeñas. El concluye que el liderazgo de la industria del hierro y acero a nivel nacional fue "en gran parte escocés-irlandés". Ingham encuentra que los escoceses e irlandeses se mantuvieron juntos de manera cohesiva a través del siglo XIX y "desarrollaron su propio sentido de unicidad".
En efecto, nuevos inmigrantes después de 1800 hicieron a Pittsburgh una fortaleza para los escoceses e irlandeses. Por ejemplo, Thomas Mellon (nacido en el Ulster 1813-1908) dejó Irlanda en 1823 y se convirtió en el fundador de la famosa familia Mellon, la cual jugó un papel central en las industrias bancarias e industrias tales como el aluminio y el petróleo. Como Barnhisel (2005) encontró industrialistas como James H. Laughlin (nacido en el Ulster 1806-1882) de la Compañía Jones and Laughlin Steel comprendiendo "el estrato dominante presbiteriano escocés-irlandés de la sociedad de Pittsburgh."

### Tecnología
En 1859, los hornos de hierro Clinton y Soho introdujeron la fundición de coque al fuego a la región. La Guerra Civil Norte Americana impulsó la economía de la ciudad al incrementar la producción de hierro y armamentos, especialmente el Arsenal de Allegheny y de la fundición de Fort Pitt. La manufactura de armas incluía los buques de guerra acorazados y la primera arma de 21 pulgadas. Para el fin de la guerra, por encima de la mitad de acero y más de un tercio de toda la producción de cristal era producida en Pittsburgh. Un parteaguas en la producción de acero se logró en 1875, cuando Edgar Thomson Works en Braddock comenzaron a producir rieles de acero usando el nuevo proceso Bessemer.
Industriales como Andrew Carnegie, Henry Clay Frick, Andrew W. Mellon y Cyharles M. Schwab crearon sus fortunas en Pittsburgh. También basado en Pittsburgh estaba George Westinghouse, acreditado con avances tales como el freno de aire y fundador de más de 60 compañías, incluyendo Westinghouse Aire and Brake Company (1869), Unión Switch & Signal (1881) y Westinghouse Electric Company (1886). Los bancos jugaron un rol clave en el desarrollo de Pittsburgh ya que estos industrialistas buscaban préstamos masivos para mejorar sus plantas, integrar industrias y financiar avances tecnológicos. Por ejemplo, el banco T. Mellon & Sons, fundado en 1869, ayudó a financiar una compañía de reducción de aluminio que se convirtió en Alcoa.
Ingham (1991) muestra como manufactureros pequeños de hierro y acero sobrevivieron y prosperaron desde los 1870s a través de los 1950s, a pesar de la competencia de firmas estandarizadas de producción mucho más grandes. Estas firmas pequeñas fueron construidas en una cultura que valoraba los mercados locales y el rol benéfico de negocios en la comunidad local. Las firmas pequeñas se concentraban en productos especializados, particularmente acero estructural, donde las economías a escala de las grandes firmas no tenían ventaja. Ellos adoptaron el cambio tecnológico con más cautela que las firmas grandes. También tenían menos relaciones antagonistas con trabajadores y empleaban a un mayor porcentaje de trabajadores expertos que sus contrapartes de producción en masa.

### Geografía de la industrialización
Empezando en los 1870, los empresarios transformaron la economía de fábricas pequeñas, organizadas de manera artesanal dentro de los límites de la ciudad a una gran región industrial integrada con una extensión de 50 millas a través del Condado Allegheny. El nuevo Pittsburgh industrial estaba basado en fábricas integradas, producción en masa y organización de administración moderna en acero y otras industrias. Muchos manufactureros buscaron grandes ciudades con vías férreas y accesibilidad a ríos. Compraron tierras, diseñaron plantas modernas y a veces construían pueblos para los trabajadores. Otras firmas compraron en nuevas comunidades que empezaron como empresas industriales especulativas de bienes raíces. Algunos dueños removieron sus plantas de los sindicatos centrales de la ciudad para ejercer mayor control sobre sus trabajadores. La topografía tosca de la región y los recursos naturales dispersos de carbón y gas acentuaron esta dispersión. El crecimiento rápido de las industrias de acero, cristal, equipo de vías férreas y coque resultaron en grandes plantas de producción en masa y numerosas firmas pequeñas. Ya que el capital se profundizaba y su interdependencia crecía, los participantes se multiplicaron, las economías se acumulaban, la división de labores incrementó y localizó sistemas de producción formados alrededor de estas industrias. El transporte, capital, mercados laborales y la división de labores en el confinado de producción dispersó las plantas industriales y comunidades en un distrito metropolitano de crecimiento rápido. Para 1910 el distrito de Pittsburgh era un paisaje urbano complejo con una ciudad central dominante, rodeada por comunidades residenciales próximas, pueblos fabriles, ciudades satélite y cientos de pueblos mineros.
Representativo de los nuevos suburbios industriales era el pueblo modelo de Vandergrift, de acuerdo con Mosher (1995). Atrapado alrededor de una dramática reestructura industrial y tensión laboral, el fabricante de acero de Pittsburgh George McMurtry contrato a la firma de arquitectura Frederick Law Olmsted en 1895 para diseñar Vandergrift como un pueblo modelo. McMurtry creía en lo que después sería conocido como capitalismo del bienestar, con la compañía yendo lejos de solo cheques de sueldo para proveer las necesidades sociales de los trabajadores; el creía que un ambiente físico benigno hacía más felices y más productivos a los trabajadores. Una huelga y bloqueo en la compañía McMurtry's steelworks en Apollo, Pensilvania, lo apresuró a crear el nuevo pueblo. Deseando un personal leal, desarrollo la agenda del pueblo que se basaba en el ambiente así como actitudes populares hacia el tratamiento de labores de la capital. La firma de Olmsted tradujo esta agenda en un diseño urbano que incluía una combinación única de reforma social, planeación compresiva de infraestructura y principios de propiedad privada de vivienda. Los índices de propiedad de vivienda y relaciones cordiales entre la compañía de acero y los residentes de Vandergrift adoptaron lealtad entre los trabajadores expertos de McMurtry y lo llevó un gran éxito. En 1901 uso a los trabajadores-residentes de Vandergrift para romper la primera huelga mayor en contra de la United States Steel Corporation.

### Alemanes
Durante mediados del siglo XIX, Pittsburgh fue testigo de un flujo dramático de inmigrantes alemanes, incluyendo un albañil cuyo hijo, Henry J. Heinz, fundó la compañía H.J. Heinz Company en 1872. Heinz estaba en el primer plano de los esfuerzos de reformas que mejoraran la pureza de los alimentos, las condiciones de trabajo, horarios y sueldos, pero la compañía se opuso agriamente a la formación de un sindicato independiente.

### Sindicatos

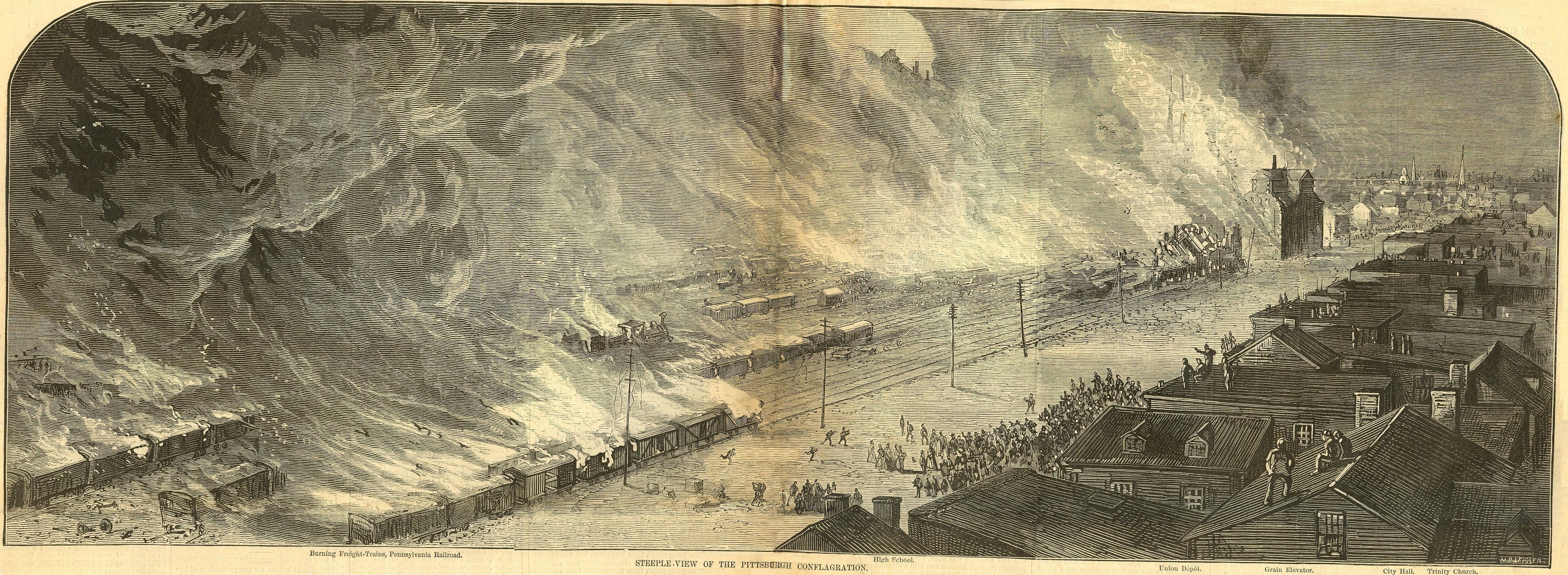
El incendio del depósito del sindicato férreo de Pensilvania, Pittsburgh, 21-22 de julio de 1877.

Siendo un centro manufacturero, Pittsburgh también se convirtió en una arena de intensa contienda laboral. Durante la Gran Huelga Ferroviaria de 1877, los trabajadores de Pittsburgh protestaron y tuvieron manifestaciones masivas que explotaron en gran violencia, conocido como Los Disturbios Ferroviarios de Pittsburgh (Pittsburgh Railway Riots). Tropas federales y milicia fueron llamados a la ciudad para sofocar la huelga. Cuarenta hombres murieron, la mayoría de ellos trabajadores, y más de 40 edificios fueron incendiados, incluyendo el depósito del sindicato de la vía férrea de Pensilvania. Los huelguistas también quemaron y destruyeron material móvil: más de 100 motores de tren y 1000 carros fueron destruidos. Fue la ciudad con mayor violencia de todas las afectadas por las huelgas.
En 1892, una confrontación en la industria del acero resultó en 10 muertes (3 detectives y 7 trabajadores) cuando el administrador de Carnegie Steel Company, Henry Clay Frick, mandó a detectives de la empresa Pinkerton a romper la huelga Homestead. La contienda laboral continuó en los años de la Gran Depresión, ya que los trabajadores buscaban proteger sus trabajos y mejorar las condiciones de trabajo. Los sindicatos organizaron a los trabajadores de H.J. Heinz, con la asistencia de la Alianza Católica Radical (Catholic Radical Alliance)

### Carnegie
Andrew Carnegie, un inmigrante escocés, un ex-ejecutivo de Pensilvania Railroad que se convirtió en un mangante del acero, fundó la compañía Carnegie Steel Company. Procedió a jugar un rol clave en el desarrollo de la industria de acero en Estados Unidos. Se convirtió en filántropo: en 1890, estableció la primera biblioteca Carnegie, en un programa para establecer bibliotecas en numerosas ciudades y pueblos por el incentivo de fondos compensatorios. En 1895, fundó el Instituto Carnegie. En 1901, mientras se formaba la corporación U.S. Steel, vendió sus fábricas a J.P. Morgan por 250 millones de dólares, convirtiéndolo en uno de los hombres más ricos del mundo. Carnegie escribió una vez que un hombre que muere rico, muere en desgracia. Dedicó el resto de su vida al servicio público, estableciendo bibliotecas, fideicomisos y fundaciones. En Pittsburgh el fundó el Carnegie Institute of Technology (ahora conocido como Carnegie Mellon University) y los Museos Carnegie de Pittsburgh.
La tercera (y actual) Corte del Condado Allegheny y cárcel fue completada en 1886. En 1890, los tranvías comenzaron a funcionar. En 1907, Pittsburgh se anexionó la Ciudad de Allegheny, la cual es conocida como la Costa Norte.

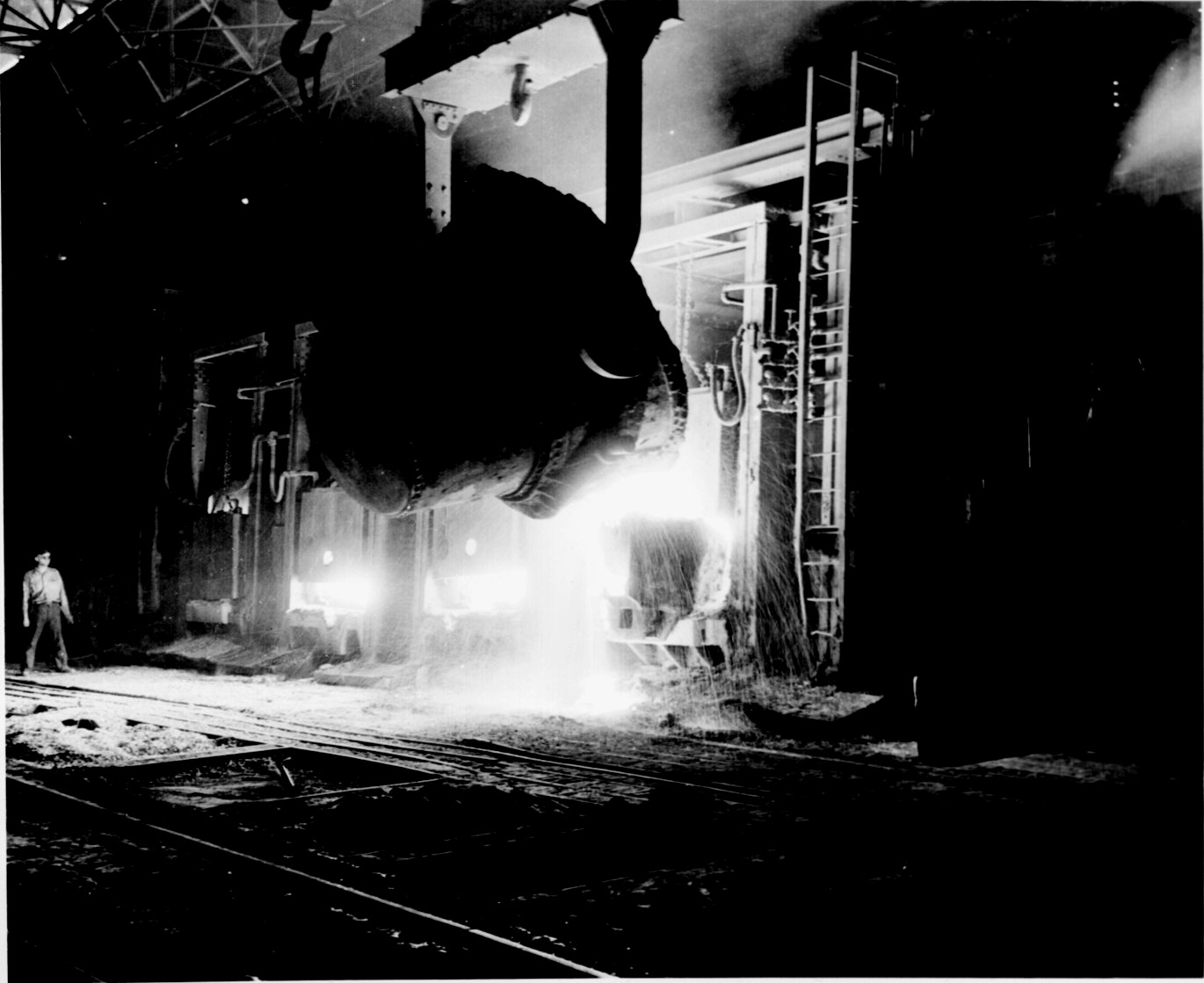
Trabajador siderúrgico observando el acero fundido siendo vertido en un molde,J&L Steel, Pittsburgh, mayo de 1942

## Principios del siglo XX
Para 1911, Pittsburgh había crecido en una fortaleza industrial y comercial:
- Nudos de un vasto sistema ferroviario, con patios de carga capaces de manejar 60 mil carros
- 27,2 millas (43,77 km) de puerto
- Tráfico anual en el río de más de 9 millones de toneladas.
- Valor de productos de fábrica en más de 211 millones de dólares (con la ciudad de Allegheny)
- El condado de Allegheny producía, como porcentaje de la emisión nacional, cerca de:
  - 24 % de arrabio
  - 34 % de acero Bessemer
  - 44 % de acero (open hearth steel)
  - 53 % de acero de crisol
  - 24 % de rieles de acero
  - 59 % de formas estructurales

### Ley Seca
Durante la era de Prohibición (1920-1933), Pittsburgh era un semillero para el contrabando y consumo ilícito de alcohol. Varios factores contribuyeron a la resistencia de la prohibición, incluyendo una gran población de inmigrantes, animosidad anti-establecimientos datando de la Rebelión del Whisky, un gobierno local fragmentado y corrupción penetrante. La Familia del Crimen de Pittsburgh controlaba porciones significantes del comercio de alcohol ilegal.
Durante ese tiempo, John Pennington administrador de la Prohibición y sus agentes federales se confrontaron en 15 000 redadas, arrestaron a más de 18 000 personas, cerraron más de 3000 destilerías, 16 cervecerías regulares y 400 cervecerías 'wildcat'. Incluso el término "Speakeasy," significando un establecimiento de consumo de bebidas ilegales, se dice que se creó en el Blind Pig cerca de McKeesport, Pensilvania.
La última destilería en Pittsburgh, la destilería de Joseph S. Finch, ubicada en las calles South Second y Mckean cerro en los 1920s. En 2012, abrió Wigle Whiskey, convirtiéndose en la primera desde el cierre de la destilería de Finch.
El periódico de Pittsburgh, Post-Gazette, produjo un gran artículo en Internet sobre este periodo en la historia de la ciudad.

### Medio natural
Durante finales del siglo XIX, líderes de la ciudad debatieron la responsabilidad y gastos para crear un sistema de aguas y drenaje. Río abajo los usuarios se quejaban acerca de Pittsburgh tirando su drenaje en el río Ohio. Las ciudades del Condado Allegheny no dejaron de desechar el drenaje en los ríos hasta 1939. La contaminación de humo en Pittsburgh, vista en los 1890s como un signo de prosperidad, fue reconocida como un problema en la era Progresiva y fue removida en los 1930s-1940s. Con poca consideración a la belleza, las plantas de acero depositaron montañas de escoria hasta 1972, especialmente en el Valle Nine Mile Run.
En noviembre de 1927, 28 personas murieron y cientos fueron heridos en una explosión de un tanque de gas.
Para escapar del hollín de la ciudad, muchos de los adinerados vivían en los barrios de Shadyside y East End, unos kilómetros al este del centro. La quinta avenida fue apodada "Fila de millonarios" debido a la cantidad de mansiones ubicadas en esa calle.
El 17 y 18 de marzo de 1936, Pittsburgh fue testigo de la peor inundación de su historia, con niveles de inundación de 46 pies. Esta catástrofe mató a 69 víctimas, destruyó miles de edificios, causó 3B de dólares en daños y puso a más de 60 000 siderúrgicos.

### Alta cultura
Oakland se convirtió en el centro predominante de cultura y educación de la ciudad, incluyendo tres universidades, múltiples museos, una biblioteca, un salón de música y un conservatorio botánico. La Universidad de Pittsburgh de Oakland levantó lo que todavía es ahora el segundo edificio educacional más alto del mundo, el edificio es de 42 pisos y se apoda la Catedral del Aprendizaje (Cathedral of Learning). Se elevaba sobre Forbes Field, donde los Pittsburgh Pirates jugaron desde 1909-1970.

### Nuevos inmigrantes

Panorama del Centro de Pittsburgh, 1920.

Entre 1870 y 1920, la población de Pittsburgh creció casi siete veces su tamaño. Muchos de los nuevos residentes eran inmigrantes que buscaban empleo en las fábricas e introdujeron nuevas tradiciones, lenguajes y culturas a la ciudad. Barrios étnicos emergieron en colinas y valles con densa población, tales como South Side, Polish Hill, Bloomfield y Squierrel HIll, casa de 28 % de los casi 21 000 hogares judíos de la ciudad. El Distrito Strip (Strip District), el centro de distribución de la ciudad, todavía aloja muchos restaurantes y clubes que ofrecen las tradiciones multiculturales de los habitantes de Pittsburgh.
Los años 1916-1930 marcaron la mayor migración de Afro-Americanos a Pittsburgh. Conocida como el núcleo cultural del Pittsburgh Negro, la avenida Wylie en el Distrito Hill fue una mecca importante de jazz. Grandes del jazz como Duke Ellington y los nativos de Pittsburgh Billy Strayhorn y Earl Hines tocaron ahí. Dos de los grandes rivales de la Liga Negro, los Pittsburgh Crawfrods y los Homestead Grays, a menudo competían en el distrito Hill. Estos equipos dominaron La liga Nacional Negro en las décadas de 1930 y de 1940.

### Década de 1930
Pittsburgh era una fortaleza Republicana empezando en los 1880s, y los gobiernos Republicanos proveían asistencia para los nuevos inmigrantes a cambio de sus votos. Sin embargo la Gran Depresión empezando en 1929 arruinó el Comité Nacional Republicano en la ciudad. La victoria Democrática de 1932 significó un fin a un patronage Republicano de trabajos y asistencia. Mientras la Depresión empeoraba, los programas Democráticos de ayuda y de empleo, especialmente el WPA, eran tan populares con las etnias que la gran mayoría votó por los Demócratas.
Joseph Guffey, líder a nivel estado de los Demócratas, y su teniente local David Lawrence ganaron control de todo el patronage federal de Pittsburgh después del deslizamiento de Roosevelt en 1932 y la elección para un alcalde Democrático en 1933. Guffey y Lawerence usaron los programas New Deal para incrementar su poder político y construir la máquina Democrática que suspendió a la decadente máquina Republicana. Guffey mismo reconoció que el alto ritmo de personas en los programas de ayuda no era solo un "reto" pero también "una oportunidad." El consideró cada trabajo de ayuda como un patronage Democrático.

### Década de 1940
Pittsburgh se encontraba en el centro del "Arsenal Democrático" que proveía acero, aluminio, municiones y maquinaria a EE. UU. y los aliados durante la Segunda Guerra Mundial. Las fábricas de Pittsburgh contribuyeron con 95 millones de toneladas de acero al esfuerzo de guerra.

### Posguerra
David Lawrence, un Demócrata, sirvió como alcalde de Pittsburgh desde 1946 hasta 1959 y como gobernador de Pensilvania desde 1959 a 1963. Lawrence uso su poder político para transformar la máquina política de Pittsburgh en una unidad gubernamental moderna que pudiera dirigir la ciudad de una manera correcta y honesta. En 1946 Lawrence decidió imponer el Decreto de Control De Humo de 1941 porque el creía que la disminución del humo era crucial para el desarrollo económico futuro de la ciudad. Sin embargo, la disposición puso una carga substancial en la clase trabajadora de la ciudad ya que el carbón humeante era mucho menos caro que los que combustibles sin humo. Una ronda de protestas vinieron de organizaciones ítalo-estadounidenses, las cuales llamaban a una demora de la disposición. La imposición alzó el costo de vivir y amenazó los trabajos de sus relativos en minas de carbón cercanas. A pesar del disgusto del programa de disminución de humo, los italo-estadounidenses apoyaron fuertemente la reelección de Lawrence en 1949, en parte porque muchos de ellos estaban en la nómina de la ciudad.
| Año  | Población de la Ciudad | Posición de la Ciudad |
| ---- | ---------------------- | --------------------- |
| 1860 | 49.221                 | 17                    |
| 1870 | 86.076                 | 16                    |
| 1880 | 156.389                | 12                    |
| 1890 | 238.617                | 13                    |
| 1900 | 321.616                | 11                    |
| 1910 | 533.905                | 8                     |
| 1920 | 588.343                | 9                     |
| 1930 | 669.817                | 10                    |
| 1940 | 671.659                | 10                    |
| 1950 | 676.806                | 12                    |

## Renacimiento I (1946–1973)

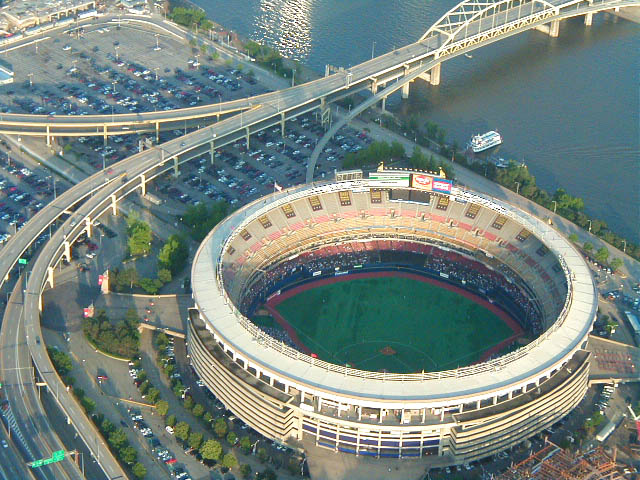
El multipropósito Three Rivers Stadium fue construido en 1970 como parte del proyecto de Renacimiento I. Fue demolido en 2001.

Rica y productiva, Pittsburgh era también era la "Ciudad Humeante" con smog algunas veces tan denso que las luces de la calle no se veían durante el día así como los ríos que parecían drenajes abiertos. Los líderes cívicos, el notable alcalde David L. Lawrence, elegido en 1945, Richard K. Mellon, presidente de Mellon Bank y John P. Robin comenzaron el control de humo y la revitalización urbana, también conocida como proyectos de Renovación Urbana que transformaron la ciudad en formas no conocidas.
"Renacimiento I" empezó en 1946. Título Uno del Acto de Vivienda de 1949 proveía las maneras en las cuales empezar. Para 1950, vastas franjas de edificios y terrenos cerca de Point fueron demolidos para el Centro Gateway. 1953 vio la apertura de la (ya demolida) gran terminal del Aeropuerto Municipal de Pittsburgh.
A finales de los 1950s y principios de los 1960s, la parte inferior del Distrito Hill, un área habitada predominantemente por personas de ascendencia africana, fue completamente destruido. Noventa y cinco acres del distrito fueron despejadas usando dominio eminente, despojando forzosamente a cientos de negocios pequeños y más de 8000 personas (1551 familias), para hacer lugar al centro cultural que incluía el Pittsburgh Civic Arena, el cual abrió sus puertas en 1961. A parte de un edificio departamental, ninguno de los otros edificios planeados para el centro cultural fueron construidos.
A principios de los 1960s, el barrio de East Liberty también fue incluido en el Renacimiento I de los planes de Renovación Urbana, con más de 125 acres (0.51 km² ) del barrio siendo demolido y reemplazado con apartamentos a nivel del piso, tres edificios públicos de departamentos de 20 pisos y un complejo sistema de calles que circulaba un distrito de compras peatonal. En el lapso de tan solo algunos años durante mediados de los 1960s, East Liberty se convirtió en un barrio marchitado. Había alrededor de 575 negocios en East Liberty en 1959, pero solo 292 en 1970 y solo 98 en 1979. Los negocios que permanecieron tendían a no dar servicio a la mayoría de los habitantes de Pittsburg cercanos, si no solo a la audiencia captivada que permanecía de lo que ahora era un ghetto urbano.
Esfuerzos de preservación por la fundación Pittsburgh History and Landmarks Foundation, junto con la comunidad de grupos de barrios, resistieron los planes e demolición. Los barrios que contenían una herencia rica en arquitectura, incluyendo las Calles de Guerra Mexicanas, Allegheny West y Manchester, fueron salvados. El centro de la Ciudad de Allegheny, con sus edificios importantes culturales y sociales, no tuvo tanta suerte. Todos los edificios, con excepción de la antigua Oficina Postal de EE.UU., la Librería Carnegie y el Planetario Buhl fueron destruidos y remplazados con los Centros Comerciales "peatonales" Allegheny y departamentos.
La base industrial de la ciudad continuo creciendo el a era post-guerra en parte asistida por la primera agencia en el área dedicada an desarrollo industrial, la RIDC. La compañía Jones and Laughlin Steel expandió su planta en el lado Sur. H.J. Heinz, Pittsburgh Plate Glass, Alcoa, Westinghouse, U.S. Steel y su nueva división, la Compañía Química de Pittsburgh y muchas otras compañías también continuaron robustas operaciones a través de los 1960s. 1970 marcó la terminación de los proyectos finales de construcción del Renacimiento I: el U.S. Steel Tower y el Three Rivers Stadium. 1974, con la adición de la fuente en la punta del Golden Triangle, el parque Point State fue completado. A pesar de que la calidad del aire fue dramáticamente mejorada y la base manufacturera de Pittsburgh parecía sólida, preguntas abundan acerca de los efectos negativos de la Renovación Urbana que la fábrica social de Pittsburgh continua teniendo. Sin embargo Pittsburgh, estaba a punto de pasar a través de sus más dramáticas transformaciones.
Como la mayoría de las grandes ciudades, Pittsburgh presenció varios días de revueltas después del asesinato de Martin Luther King en abril de 1968. No hubo más revueltas mayores, a pesar de que la tensión permanecía dentro de los barrios negros.

## Reinvención (1973-actualidad)

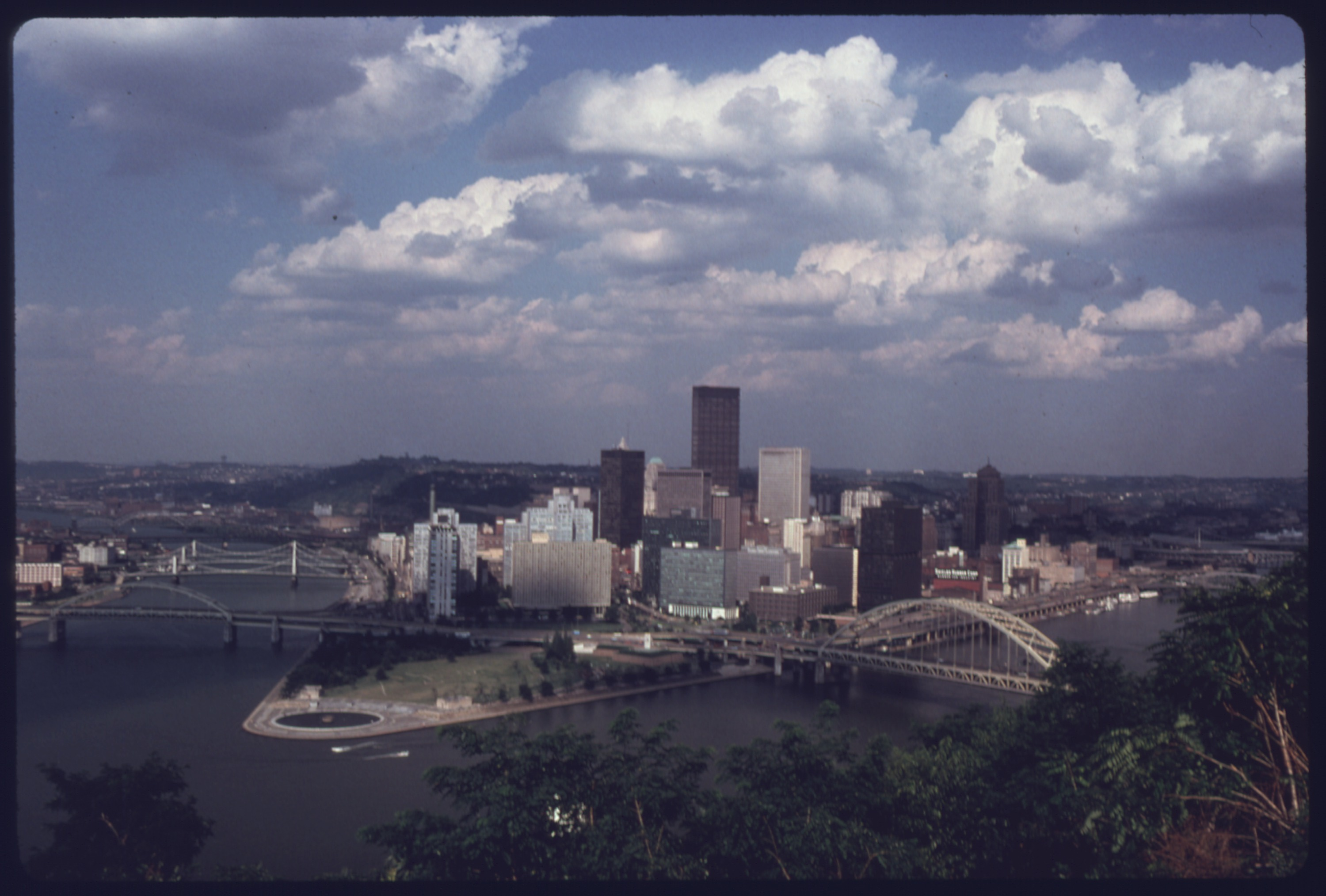
Centro de Pittsburgh en julio de 1974

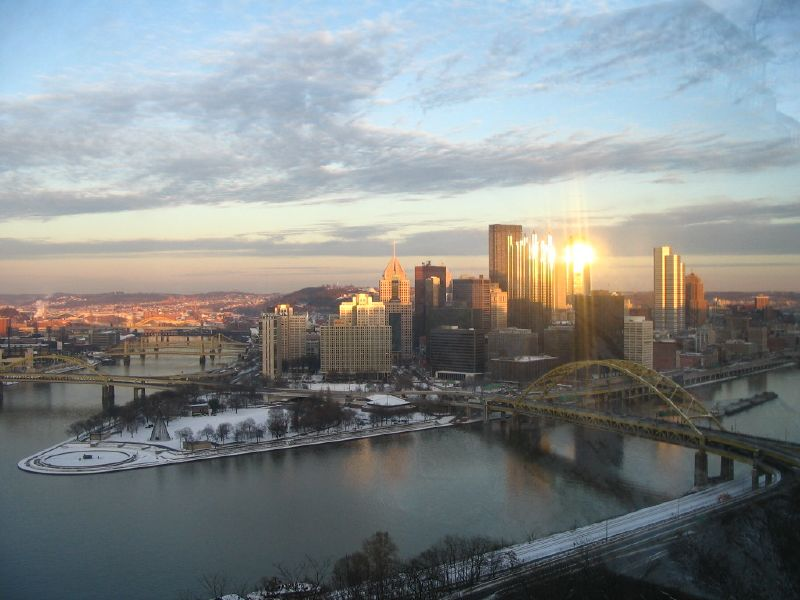
Una foto similar del Centro de Pittsburgh desde el Monte Washington en diciembre del 2005.

Durante las décadas de 1970 y de 1980, la industria de acero de EE.UU. estuvo bajo creciente presión de competencia extranjera y de mini fábricas estadounidenses que lograron mucho menos gastos generales usando acero rescatado. La manufactura en Alemania y Japón estaba en auge. Fábricas extranjeras, construidas con la tecnología más reciente, se beneficiaban con bajos costos de mano de obra y sociedades poderosas con corporaciones del gobierno, permitiéndoles capturar las acciones del mercado creciente de acero y productos de acero. Por separado, la demanda del acero bajo debido a las recesiones, la crisis del petróleo de 1973 y el creciente uso de otros materiales. La era comenzó con el reporte "construyendo fundamentalmente" de RIDC en 1974.

### Colapso del acero
Las presiones del libre comercio expuso los propios problemas internos de la industria de acero en EE.UU., los cuales incluían una base manufacturera anticuada que había sido sobre-expandida en los 1950s y 1960s, administración y relaciones laborales hostiles, la inflexibilidad de los trabajadores unidos con respecto a los cortes en sueldos y reformas de regulaciones de trabajo, estilos de gerencia oligárquicos y poca estrategia de planificación por parte tanto de los sindicatos como de los administradores. En particular, Pittsburgh enfrentaba sus propios retos. Los depósitos locales de coque y hierro fueron agotados, incrementando los costos de los materiales. Las grandes fábricas en la región de Pittsburgh también se enfrentaban a competencia de nuevas, más rentables "mini fábricas" y fábricas sin sindicatos con costos laborales menores.
Empezando a finales de los años 1970 y principios de los años 1980, la industria del acero en Pittsburgh empezó a implosionar junto con la desindustrialización de E.U. Después de la recesión 1981-1982, por ejemplo, las fábricas despidieron a 153 000 trabajadores. Las fábricas de acero empezaron a cerrar; estas clausuras causaron un efecto dominó, ya que las vías férreas, minas y otras fábricas a través de la región perdieron sus negocios y cerraron. La economía local sufrió una depresión, marcada por una alta tasa de desempleo y subempleo, ya que los trabajadores despedidos tomaban trabajos con menor sueldo y sin sindicatos. Pittsburgh sufrió como en cualquier otra parte como en Rust Belt con una población en declive y en muchas otras ciudades de EE.UU. también fue testigo del fenómeno llamado White Flight en el que hubo una migración de personas con ancestros europeos hacia los suburbios.
En 1984, Homestead Works fue demolido, reemplazado en 1999 por el Centro Comercial Waterfront. Como un resultado directo de la pérdida de miles de empleos, el número de personas que vivían en Homestead disminuyó. Para el censo de 2000, la población era de 3569. El lugar comenzó a recuperarse financieramente en 2002, con un incremento en el impuesto sobre el menudeo.

### Corporaciones
Las sedes de las corporaciones importantes como Gulf Oil (1985), Koppers (1987), Westinghouse (1996) y Rockwell International (1989) fueron compradas por firmas más grandes, con las perdidas por pagos altos, sedes y personal de investigación (la "fuga de cerebros") así como masivas contribuciones caritativas por compañías "con base en el hogar" a instituciones locales culturales y educativas. En su momento, la fusión de Gulf Oil en 1985 fue la compra más grande en la historia del mundo, involucrando a la compañía que era número 7 de Fortune 500 tan solo seis años antes. Más de 1000 empleos corporativos de elevado sueldo y con doctorados en investigación fueron perdidos en un día.
Hoy, no hay fábricas de acero dentro de los límites de la ciudad de Pittsburgh, aunque la manufactura continúa en fábricas regionales, tales como Edgar Thomson Works, cerca de Braddock.

### Educación superior
Pittsburgh es la sede de tres universidades que son incluidas en las clasificaciones nacionales de escuelas con más graduados, Universidad de Pittsburgh, Universidad Carnegie Mellon y Universidad Duquesne. Las dos primeras habían evolucionado a mediados del siglo XX junto con las necesidades de las grandes industrias que financiaban y dirigían su desarrollo. El colapso del acero presionó en esas dos universidades para reinventarse como centros de investigación en ciencia y tecnología, las cuales actuaron para empujar la economía regional hacia campos de alta tecnología. Otras instituciones colegiales regionales incluyen la Universidad Robert Morris, Universidad Chatham, Universidad Carlow, Universidad Point Park, Colegio La Roche, el Seminario Teológico de Pittsburgh y el Colegio Comunitario del Condado Allegheny.
Empezando en los años 1980 la economía de Pittsburgh cambio de industrias pesadas hacia servicios, medicina, educación superior, turismo, bancos, sedes de corporaciones y alta tecnología. Hoy en día, los primeros empleadores privados en la ciudad son Universidad del Centro Médico de Pittsburgh (26.000 empleados) y el Sistema de Salud de Allegheny West Penn (13.000 empleados).

### Mejoras cívicas
A pesar del desorden económico, las mejoras cívicas continuaron. A mediados de los 1970s, Arthur P. Ziegler, Jr. y la fundación Pittsburgh History and Landmarks quisieron demostrar que la preservación histórica podría usarse para impulsar el desarrollo económico sin el uso de dominios eminentes o subsidio público. Landmarks adquirió los antiguos edificios de terminales y patios de la vía férrea de Pittsburgh and Lake Erie, una propiedad de 1 milla (1,609 km) de largo en la base del Monte Washington, frente a la ciudad de Pittsburgh. En 1976, Landmarks desarrolló el sitio como un desarrollo de usos mixtos histórico de reutilización adaptiva que dio a la fundación la oportunidad de poner sus principios de planeación urbana en práctica. Con ayuda de un regalo generoso inicial de la Fundación Allegheny en 1976, Landmarks adaptó cinco edificios históricos para nuevos usos y añadió un hotel, un muelle para la flota de Clippers Gateway y áreas de estacionamiento. Ahora tiendas, oficinas, restaurantes y sitios de entretenimiento anclan el sitio de la orilla de río en la costa Sur del Río Monongahela, opuesto al Golden Triangle (Pittsburgh). Station Square es la atracción principal de Pittsburgh generando más de 3,5 millones de visitantes al año. Esto refleja una inversión de 100 millones de dólares de todas las fuentes, con el menor costo público y el mayor reintegro por impuestos de cualquier gran proyecto de renovación en la región de Pittsburgh desde los 1950s. En 1944, la fundación Pittsburgh History and Landmarks vendió Station Square a Forest City Enterprises lo cual creó una fundación para ayudar y apoyar los programas de esfuerzos de restauración y educación. Cada año el personal y docentes de la fundación Pittsburgh History and Landmarks introduce más de 10.000 personas- maestros, estudiantes, adultos y visitantes- a la herencia arquitectónica de la región de Pittsburgh y al valor de la preservación histórica.
Durante este periodo, Pittsburgh también se convirtió en un modelo nacional para el desarrollo de comunidades, a través del trabajo de activistas como Dorothy Mae Richardson, quien fundó Neighborhood Housing Services (Servicios del Barrio y Vivienda) en 1968, una organización que se convirtió en el modelo de la organización nacional NeighborWorks América. Activistas como Richardson compartían el objetivo de Landmarks de rehabilitar el paisaje existente de Pittsburgh en vez de demoler y reurbanizar.
En 1985m el sito de J & L Steel en la parte norte del río Monongahela fue despejado y un centro públicamente subsidiado de alta tecnología fue construido. El centro de tecnología de Pittsburgh, hogar de muchas grandes compañías de tecnología, está planeando una expansión mayor pronto en el área. En los 1980s, el "Renacimiento II" revitalización urbana creó numerosas nuevas estructuras, tales como PPG Place. En los 1990s, las fábricas de las antiguas ciudades de Homestead, Duquesne y South Side fueron despejadas. En 1992, la nueva terminal del Aeropuerto Internacional de Pittsburgh abrió. En 2001, el envejecido Three Rivers Stadium fue reemplazado por Heinz Field y PNC Park, a pesar de ser rechazados por un referendo.
También en 1985, Al Michaels reveló a la audiencia de la Televisión nacional que Pittsburgh se había transformado así misma de una ciudad industrial a una ciudad rust belt.

### Pittsburgh actual
Hoy en día Pittsburgh, con una economía diversificada, un bajo costo de vida y una rica infraestructura en educación y cultura, ha sido calificada como una de las ciudades más habitables del mundo. El turismo ha tenido un auge reciente en Pittsburgh con casi 3000 nuevos cuartos de hotel abiertos desde 2004 que mantienen un nivel más alto de ocupación constante que otras ciudades comparables. Mientras tanto, Apple, Google, Uber e Intel se han juntado a las 1600 empresas de tecnología que operan desde Pittsburgh. La región también se ha convertido en líder en diseño verde ambiental, un movimiento ejemplificado por el Centro de Convenciones de la ciudad. En los últimos veinte años la región ha recibido un pequeño pero influyente grupo de inmigrantes asiáticos, incluyendo desde el sub-continente Indio.
| Año  | Población de la ciudad | Posición de la ciudad | Población de áreas urbanizadas                                         |
| ---- | ---------------------- | --------------------- | ---------------------------------------------------------------------- |
| 1950 | 676 806                | 12                    | 1.533.000                                                              |
| 1960 | 604 332                | 16                    | 1.804.000                                                              |
| 1970 | 540 025                | 24                    | 1.846.000                                                              |
| 1980 | 423 938                | 30                    | 1.810.000                                                              |
| 1990 | 369 879                | 40                    | 1.678.000                                                              |
| 2000 | 334 563                | 51                    | 1.753.000                                                              |
| 2010 | 307.484                | 61                    | 1.733.853 (Posicionada en el lugar 27, entre San Antonio y Sacramento) |

## Línea del tiempo de jurisdicción
- 1669 Reclamada por el Imperio francés por René-Robert Cavelier, Sieur de La Salle.
- 1681 El rey Carlos reclamó la horquilla para Pensilvania con 5 grados al oeste de Delaware
- 1694 Arnout Viele, un comerciante holandés, explora el área.[88]
- 1717 Colonizado por comerciantes ingleses, principalmente de Pensilvania alguna disputa entre Virginia y Pensilvania.
- 1727 Joncaire visita con una pequeña fuerza Francesa.
- 1748 Ambos de Pensilvania, las visitas de Conrad Weiser y el rey aprueban la compañía Ohio para Virginia.
- 1749 El francés Louis Blainville de Celeron navega por los ríos Allegheny y Ohio enterrando placas de plomo reclamando el área para Francia.
- 1750 Se funda el condado de Cumberland, Pensilvania, sin embargo su jurisdicción no es gobernable.
- 1753 Visita de George Washington de camino a Fuerte LeBeouf.
- 1754 Fuerzas francesas ocupan el área y construyen Fuerte Duquesne.
- 1757 El padre jesuita Claud Francis Virot funda la misión católica en Beaver.
- 1758 Fuerzas británicas recuperan el área y estableces Fuerte Pitt, sin embargo hay disputas de reclamaciones entre las colonias de Pensilvania (Condado Cumberland) y Virginia (Condado Augusta).
- 1761 Ayr Township, Cumberland County, Pensilvania.
- 1763 La Proclamación de 1763 grants Quebec rights to all lands west of the Alleghenies and North of the Ohio River.
- 1767 Municipio Bedford Condado Cumberland, Pensilvania.[89]
- 1770 Visita de George Washington para Virginia.
- 1771 (marzo 9) Condado Bedford, Pensilvania.[89]
- 1771 (abril 16) Se fundó el Municipio Pitt.[90]
- 1773 (febrero 26) parte del Condado Westmoreland, Pensilvania.
- 1778 (diciembre 16) parte del Condado Allegheny, Pensilvania.
- 1792 (junio) Petición de un Municipio Pittsburgh en las horquillas.
- 1792 (septiembre 6) Municipio Pittsburgh, Condado Allegheny, Pensilvania.
- 1794 (22 de abril) Barrio Pittsburgh, Condado Allegheny, Pensilvania.[91]
- 1816 (18 de marzo) Ciudad de Pittsburgh, Condado Allegheny, Pensilvania.